# Le Donne Cambiate
Le Donne Cambiate  (Las mujeres cambiadas)  es una farsa en un acto con música de Marcos Antonio Portugal y libreto en italiano de Giuseppe Maria Foppa. Se estrenó el 22 de octubre de 1797 en el Teatro San Moisé de Venecia. Generalmente considerada entre las mejores obras cómicas de Portugal, Le donne cambiate fue posteriormente repuesta muchas veces con diversos nombres: La bacchetta portentosa, Il calzolaio, Il ciabattino, Il diavolo a quattro, Die verwandelten Weiber, oder Der Teufel ist los, Der lustige Schuster y O Mestre Biajo sapateiro, O sapateiro.
En el siglo XX, como parte de un proyecto de recuperación de obras portuguesas, en 1994 estuvo programada en el Teatro Nacional de São Carlos de Lisboa.En 2005 fue realizada una producción de Le donne cambiate por la orquesta de las cámaras municipales de Oeiras y Cascais.En el año 2023, el Palacio de Mateus anunció el regreso de la ópera Le donne cambiate.Según la Fundación el hito más afirmativo de la programación y su convivencia con la ciudad fue el estreno de la ópera barroca “As damas trocadas ou o diabo a quatro” de Marcos Portugal en el marco de la XXXI edición de los Encuentros Internacionales de verano. La presentación contó con un elenco internacional, dirección musical del brasileño Ricardo Bernardes y dirección escénica del argentino Nicolás Isasi.Fue la primera vez que se representó con instrumentos de época y en versión portuguesa junto a la Orquesta Barroca de Mateus en el Teatro de Vila Real.